# Ceriantheomorphe brasiliensis
Espèce
Ceriantheomorphe brasiliensis est une espèce de cnidaires de la famille des Cerianthidae.

## Systématique
Le nom valide complet (avec auteur) de ce taxon est Ceriantheomorphe brasiliensis Carlgren, 1931.
Ceriantheomorphe brasiliensis a pour synonyme :
- Ceriantheopsis brasiliensis (Carlgren, 1931)